# Tadeusz Iskrzycki
Tadeusz Iskrzycki (ur. 1872 w Krakowie, zm. 9 września 1913) – adwokat, absolwent prawa UJ.

## Życiorys
Urodził się w Krakowie. Syn profesora Uniwersytetu Jagiellońskiego Maksymiliana.  W 1891 roku ukończył z odznaczeniem Gimnazjum św. Jacka. Należał do koła nr 1 T. S.L. i był członkiem Towarzystwa Strzeleckiego. Pełnił funkcje dyrektora Polskiej Spółki Górniczej.
Zginął tragicznie podczas czyszczenia broni 9 września 1913 roku. Pochowany na cmentarzu Rakowickim w Krakowie. Miał żonę i dwoje dzieci.